# クリスティ・ゲインズ
クリスティ・ゲインズ (Chryste Dionne Gaines、1970年9月14日 - )は、アメリカ合衆国オクラホマ州ロートン出身の陸上競技選手。1996年アトランタオリンピックの金メダリストである。

## 経歴
ゲインズは、1995年イェーテボリの世界選手権の4×100mリレーのアメリカ代表メンバーに選ばれ金メダルを獲得。翌年の1996年アトランタオリンピックでもアメリカ代表に選ばれ、ゲイル・ディバース、インガー・ミラー、グウェン・トーレンスとともに、初出場のオリンピックで金メダルを獲得した。
4年後の2000年シドニーオリンピックにも出場。この大会でも4×100mリレーに出場。ゲインズは前回大会から唯一残った選手として、マリオン・ジョーンズ、トーリ・エドワーズ、ナンシーン・ペリーとともに金メダルを目指したが、銅メダル獲得にとどまった。2007年にチームメートのジョーンズがシドニー大会でドーピングを行ったことを告白したためゲインズの銅メダルも剥奪されたが、スポーツ仲裁裁判所が2010年7月16日に失格処分は無効と裁定し、剥奪は撤回された。
しかし自らも2005年にドーピング違反で2年間の出場停止になり、2003年11月以降の記録が抹消された。

## 自己ベスト
- 100m - 10秒86 (2003年)
- 200m - 22秒67 (2003年)

## 主な実績
| 年   | 大会                               | 場所                         | 種目         | 結果 | 記録    |
| ---- | ---------------------------------- | ---------------------------- | ------------ | ---- | ------- |
| 1991 | ユニバーシアード                   | シェフィールド(イギリス)     | 100m         | 1位  | 11.27秒 |
| 1991 | パンアメリカン競技大会             | ハバナ(キューバ)             | 100m         | 2位  | 11.46秒 |
| 1995 | パンアメリカン競技大会             | マルデルプラタ(アルゼンチン) | 100m         | 1位  | 11.05秒 |
| 1995 | 世界陸上選手権                     | イェーテボリ(スウェーデン)   | 4×100mリレー | 1位  | 42.12秒 |
| 1996 | オリンピック                       | アトランタ(アメリカ合衆国)   | 4×100mリレー | 1位  | 41.95秒 |
| 1997 | 世界陸上選手権                     | アテネ(ギリシャ)             | 100m         | 8位  | 11.32秒 |
| 1997 | 世界陸上選手権                     | アテネ(ギリシャ)             | 4×100mリレー | 1位  | 41.47秒 |
| 2000 | オリンピック                       | シドニー(オーストラリア)     | 4×100mリレー | 3位  | 42.20秒 |
| 2000 | IAAFグランプリファイナル           | ドーハ(カタール)             | 100m         | 2位  | 11.09秒 |
| 2001 | 世界室内陸上選手権                 | リスボン(ポルトガル)         | 60m          | 3位  | 7.12秒  |
| 2001 | 世界陸上選手権                     | エドモントン(カナダ)         | 100m         | 5位  | 11.06秒 |
| 2001 | 世界陸上選手権                     | エドモントン(カナダ)         | 4×100mリレー | -    | DQ      |
| 2003 | 世界陸上選手権                     | パリ(フランス)               | 4×100mリレー | 2位  | 41.83秒 |
| 2003 | IAAFワールドアスレチックファイナル | モンテカルロ(モナコ)         | 100m         | 1位  | 10.86秒 |